# 이경찬
이경찬(1970년 7월 10일~2025년 1월 2일)는 대한민국의 기업인이다. 투비소프트의 대표이사.

## 학력
- 서울대학교 대학원 법학과 석사

## 경력
- 2018년 애니팬 대표이사
- 2020년 1월 애니팬비티에스 대표이사
- 2020년 ~ 2025년 투비소프트 대표이사
- 2021년 1월 글로벌태권도교육연맹 고문
- 2021년 9월 투비디티엑스 사내이사
- 2022년 1월 투비메타 대표이사
- 2022년 2월 글로벌안무저작권협회 대표

## 수상
- 2018년 올투게더아시아 조직위원회 공로상

## 가족 관계
- 배우자: 김모란희
  - 아들: 이성윤
  - 딸: 이희윤
- 형: 이경준